# اينجرلي (جليكخان)
اينجرلي (بالتركية: İncirli)‏ هي قرية تتبع إداريّاً لمديرية جليكخان في محافظة أديامان التركية، بلغ عدد سكانها 96 نسمة في عام 2021.
كانت القرية نجع تابع لقرية ياغيزاتلي حتى عام 2015.